# The sacred ordinary
The sacred ordinary is het vijfde studioalbum van Paul Ellis. Ellis ging hiermee verder in de ontwikkeling van zijn eigen stijl: elektronische muziek uit de Berlijnse School in een combinatie met ambient annex new agemuziek. Voor de klank ziet dat er uit als veel lange tonen/noten boven een enigszins staccatoklinkende sequencer. 

## Musici
- Paul Ellis – synthesizers, elektronica
- Rudy Adrian – aanvullende toetsinstrumenten en gezang van boventonen
- Steve Roach - naproductie

## Muziek
| Nr. | Titel                               | Duur  |
| --- | ----------------------------------- | ----- |
| 1.  | Icon                                | 9:25  |
| 2.  | Shining                             | 11:11 |
| 3.  | The sacred ordinary                 |       |
| 4.  | Blue heron                          | 4:47  |
| 5.  | The still center of a turning world | 7:25  |
| 6.  | Presence                            | 5:11  |
| 7.  | Cascade                             | 9:18  |
| 8.  | After all                           | 3:12  |
| 9.  | Turning towards the sun             | 6:06  |
| 10. | Slowly beating wings                | 6:50  |